# 池田銀行

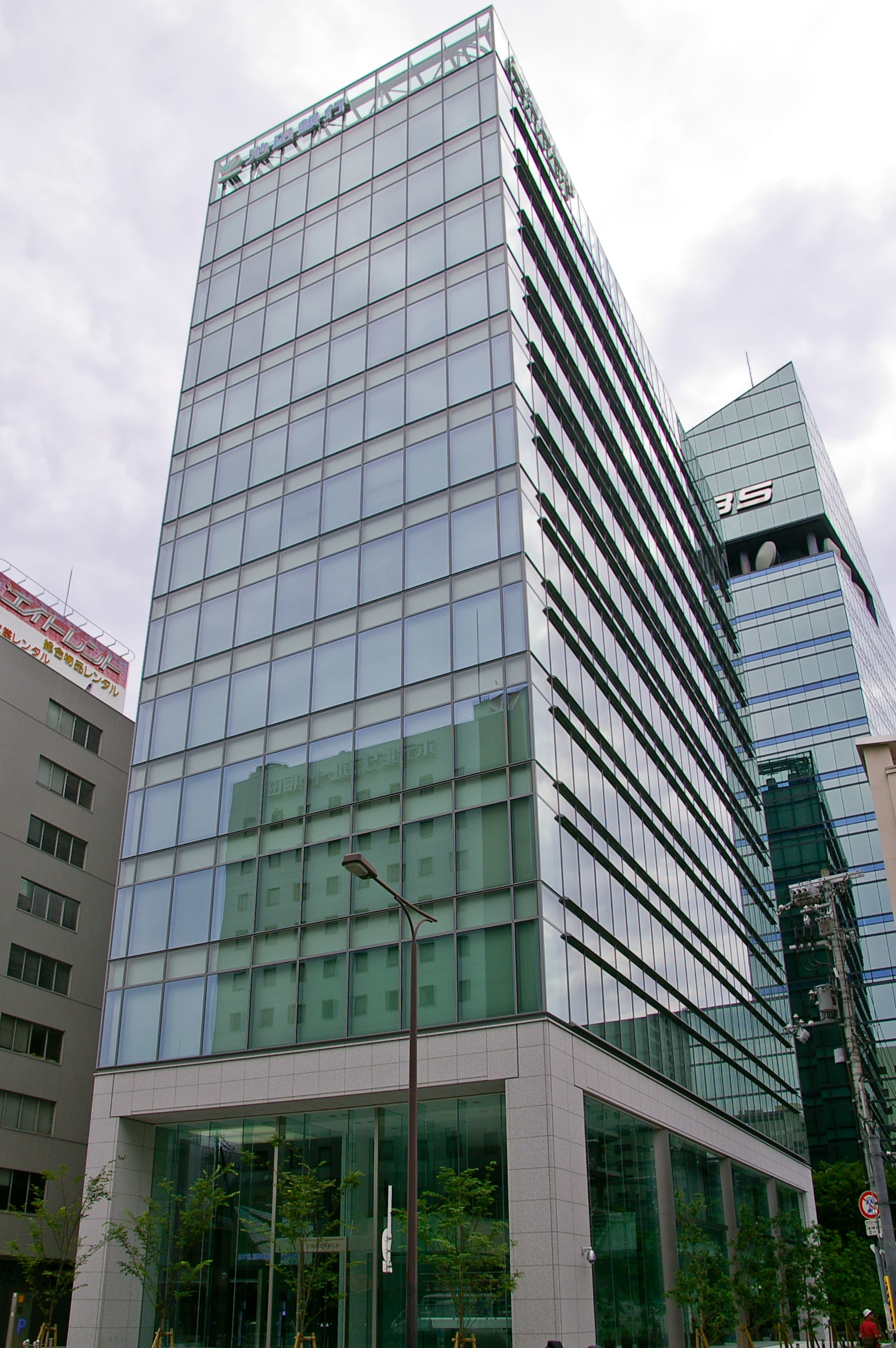
大阪梅田池銀ビル 現：池田泉州銀行本店営業部 が入居

株式会社池田銀行（いけだぎんこう、英: The Bank of IKEDA, Ltd.）は、かつて存在した池田泉州ホールディングス傘下の地方銀行。大阪府池田市に本店を置き、東京証券取引所に上場していた。2010年5月1日に泉州銀行と合併し、池田泉州銀行となった。

## 概要
大阪府北部と兵庫県東部を中心に京都府・東京都にも支店と出張所を持つ、いわゆる戦後地銀であった。泉州銀行との経営統合の関係から三菱東京UFJ銀行との関係が深く、みずほコーポレート銀行の資本も同行と同程度入っていた。
戦時中の政策で住友銀行に吸収された池田実業銀行で最後に頭取を務めた清瀧幸次郎が、池田信用組合を母体として1951年に設立。創立時に旧・阪急電鉄（現在の阪急阪神ホールディングス）が関与し、同社の創業者小林一三が相談役を務めた経緯から、阪急阪神東宝グループとの関係が密接で、池田泉州銀行となった現在も、同社の大株主としてその経営への影響力を持つ。
2010年、池田銀行を存続行として泉州銀行と合併。名称を池田泉州銀行とした。
上記の通り、阪急阪神東宝グループとの関係から、1968年以降イメージガールとして宝塚歌劇団の生徒を起用。元来はポスター・新聞などのスチル媒体のみの宣伝であったが、2006年からテレビコマーシャルを関西ローカルで放送を開始。ちなみに9代目（最後）となるイメージガールは野々すみ花で、合併行である池田泉州銀行がこれを継承。同行の初代イメージガールに横滑りとなった。

### 店舗展開
神戸支店（阪急沿線の末端に当たる）が神戸三宮駅から徒歩圏内、京都支店が四条河原町の京都河原町駅のすぐ南に位置するなど、阪急沿線を中心としていた。阪急駅構内にステーションネットワーク関西が設置するATMである、PatSatの管理銀行でもあった。

## 沿革
- 1951年9月 - 株式会社池田銀行設立。
- 2005年1月 - 勘定系システムをNTTデータ地銀共同センターにリプレース。
- 2007年2月 - 大阪梅田本部開設、池田本店と二極体制へ。
- 2008年2月 - 三菱東京UFJ銀行を引受先とする第三者割当増資（※規模は300億円程度。実施されれば連結自己資本比率は11%程度になる見込み）を行う方向で検討中であることを発表。同時に、泉州銀行との持株会社方式での経営統合の検討を開始したことも公表。泉州銀行親会社の三菱東京UFJ銀行も賛同した。
- 2008年2月 - 3月に優先出資証券を発行して100億円を調達すると発表。
- 2009年10月 - 泉州銀行と共同で金融持株会社（株式会社池田泉州ホールディングス）を設立。池田銀行は泉州銀行と共に池田泉州HDの傘下に入る。持株会社の本社は、池田銀行大阪梅田営業部の位置（大阪梅田池銀ビル）に設置された。持株会社の社長には、池田銀行の服部頭取が就任した。
- 2010年5月 - 池田銀行を存続行として、泉州銀行と合併。名称を池田泉州銀行に改める。

## 関連会社
- ジェーアイ - 系列のクレジットカード会社（JCBのフランチャイジー）
- ディーアイ - 系列のクレジットカード会社（三菱UFJニコス・DCカードブランドのフランチャイジー）
- ブイアイ - 系列のクレジットカード会社（VJA加盟）